# Хутиеви
Хутиеви (Capromyidae) е семейство неотропични бозайници от разред Гризачи със специфично разпространение на Антилските острови.

## Описание
Хутиевите гризачи са със средни размери на тялото. Дължината му варира в рамките на 30 — 50 cm. Достигат тегло до 7 kg. На външен вид наподобяват на нутрия. Телосложението на представителите е набито, главата е едра и завършва със затъпена муцунка. Очите са малки, ушите са неголеми и месести. Крайниците са сравнително къси с пет пръста като първият пръст на предните лапички е скъсен. Дланите и ходилата са широки, а ноктите са силни. Дължината на опашката е 3,5 — 30 cm, гола или слабо окосмена, при някои от видовете е пригодена за захващане. Космената покривка обикновено е груба и гъста. На цвят варира от сива до кафява с различни оттенъци. Зъбната формула е {\displaystyle {\tfrac {1.0.1.3}{1.0.1.3}}}.

## Начин на живот
Хутиите са горски животни, които често се срещат и в хълмисти райони и обработваеми площи. Водят основно наземен начин на живот, а кубинската хутия е дървесен вид. Хранят се предимно с растителна храна, но някои от видовете включват в менюто си и безгръбначни животни и дребни гръбначни. Не копаят дупки в земята. Обикновено заемат хралупи по дърветата или се крият между камъни и скални цепнатини. Женската ражда до 4 малки, които се раждат напълно развити с отворени очи и добре окосмени.

## Класификация
Голяма част от видовете от семейството днес са изчезнали или са застрашени от изчезване. Най-широко разпространени днес са видовете от остров Куба. Много често нутриите са причислявани като вид от това семейство.
Разред Гризачи
Подразред Hystricognathi – Бодливосвинчеви
Семейство Capromyidae
Подсемейство Capromyinae
Capromys
Кубинска хутия (Capromys pilorides)
Geocapromys
Бахамска хутия (Geocapromys ingrahami)
Ямайска хутия (Geocapromys brownii)
†Geocapromys thoracatus
Mesocapromys
Хутия на Кабрера (Mesocapromys angelcabrerai)
Малка хутия (Mesocapromys nanus)
Ушата хутия (Mesocapromys auritus)
Санфилипска хутия (Mesocapromys sanfelipensis) – вероятно изчезнала
Mysateles
Черноопашата хутия (Mysateles melanurus)
Хутия на Гаридо (Mysateles garridoi)
Хутия на Гундлах (Mysateles gundlachi)
Голямоопашата хутия (Mysateles prehensilis)
Южна хутия (Mysateles meridionalis)
Подсемейство †Hexolobodontinae
†Hexolobodon
†Hexolobodon phenax - видът е известен само от останки на скелети от пещери в централната част на остров Испаньола. Изчезва през XVII век, скоро след заселването на острова от европейските колонизатори.
Подсемейство Isolobodontinae
†Isolobodon
†Isolobodon montanus – Видът е обитавал остров Испаньола. Известен е по останки от скелети. Исчезва около XVI век.
†Isolobodon portoricensis - Видът е обитавал източните части на остров Испаньола, Пуерто Рико и Вирджинските острови. Известен е по останки от скелети. Изчезва през XVI век.
Подсемейство Plagiodontinae
Plagiodontia
Испаньолска хутия (Plagiodontia aedium)
†Plagiodontia ipnaeum – Видът е известен по останки от скелетни от остров Испаньола. Изчезва през XVII век.
†Plagiodontia araeum
†Rhizoplagiodontia
†Rhizoplagiodontia lemkei